# Bob Mathias
Robert « Bob » Bruce Mathias, né le 17 novembre 1930 à Tulare et mort le 2 septembre 2006 à Fresno, est un athlète en décathlon et homme politique américain membre du Parti républicain.

## Carrière sportive
Étudiant à l'Université de Stanford, Bob Mathias dispute et remporte sa première compétition d'athlétisme à l'âge de dix-sept ans le 11 juin 1948, à l'occasion des Championnats américains de la Southern Pacific. Vainqueur des Championnats des États-Unis séniors de Bloomfield quelques jours plus tard, il est naturellement sélectionné dans l'équipe américaine pour participer aux Jeux olympiques de 1948. À Londres, Bob Mathias ne dispute que son troisième décathlon, discipline qu'il n'a seulement découverte qu'en début d'année. Il entame la première journée de compétition en remportant le concours du lancer du poids avec 13,04 m  en se situant à la troisième place du classement général. À la lutte avec le Français Ignace Heinrich durant la deuxième journée, il fait la différence lors de l'avant dernière épreuve du lancer du javelot en réalisant 50,62 m, soit dix mètres de mieux que son rival. À dix-sept ans et 262 jours, Bob Mathias devient le plus jeune champion olympique d'athlétisme de l'histoire.
Conservant son titre olympique quatre ans plus tard à Helsinki, Mathias a été le premier décathlonien à avoir réalisé cet exploit ; le Britannique Daley Thompson et l'Américain Ashton Eaton l'ont imité ensuite.
Au cours de sa carrière, il établira trois fois le record du monde du décathlon dont l'une, en 1950, sur le stade de son ancienne école à Tulare.
En parallèle de sa carrière d'athlète, il réalise une grande carrière dans le football américain universitaire, ce qui lui vaudra d'être  sélectionné  ("drafté") par les Redskins de Washington, club où il ne signera pas.
Il est élu au Temple de la renommée de l'athlétisme des États-Unis en 1974.
En 2014, il est intronisé au Temple de la renommée de l'IAAF.

### Palmarès
- Jeux olympiques d'été
  -  Médaille d'or aux Jeux olympiques d'été de 1948 à Londres
  -  Médaille d'or aux Jeux olympiques d'été de 1952 à Helsinki

## Carrière politique

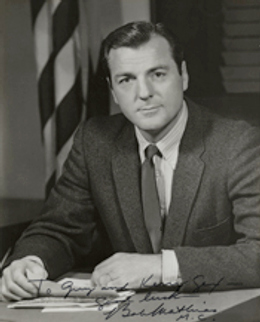
Bob Mathias au Congrès américain.

Il fut élu quatre fois au Congrès des États-Unis, comme représentant du 18e district de Californie, de 1967 à 1974. 
Il est décédé le 2 septembre 2006 chez lui, à Fresno (Californie) et inhumé le 6 septembre à Tulare.

## Commentaires à la suite de la disparition de Mathias
« Bob Mathias fut l'un des rares individus qui a eu la capacité d'inspirer une nation par sa détermination et sa persévérance. Il fut un champion dans tous les aspects de sa vie, et a incarné les valeurs de notre pays et du mouvement olympique. (...) Avec sa disparition, le mouvement olympique a perdu un ami loyal et l'Amérique un véritable héros. »
— Peter Ueberroth, président de l'USOC